# Biała (osada leśna w gminie Wieleń)
Biała – osada leśna w Polsce położona w północno-zachodniej części województwa wielkopolskiego, w powiecie czarnkowsko-trzcianeckim w gminie Wieleń.
W latach 1975–1998 miejscowość należała administracyjnie do województwa pilskiego.